# Kids' Choice Sports 2015
La 2ª edizione dei Kids' Choice Sports si è tenuta il 16 luglio 2015 al Pauley Pavilion di Los Angeles ed è stata condotta dal giocatore di football americano Russell Wilson.
Lo show è stato trasmesso in diretta dalle ore 20 alle 21:30 sul canale principale di Nickelodeon USA, nel cui palinsesto è stato seguito dall'anteprima della serie animata Maiale Capra Banana Grillo.
Tra i co-conduttori di questa edizione si sono susseguiti: Ashlyn Harris, Alex Morgan, Christen Press, Ali Krieger, Kelley O’Hara, Hope Solo, Sydney Leroux e Tobin Heath, Nick Cannon, Mo'ne Davis, Dude Perfect, DeMarco Murray, Gracie Gold, Andre Drummond, Lindsey Vonn, Michael Strahan, Carmelo Anthony, Marshawn Lynch, Candace Parker, Ashley Wagner, Erin Andrews, Draymond Green, Klay Thompson, Abby Wambach, Carli Lloyd, Ciara, Stephen Curry.

## Vincitori e candidature
I vincitori sono indicati in grassetto.

### Miglior atleta uomo
- Stephen Curry (Basket)
- LeBron James (Basket)
- Clayton Kershaw (Baseball)
- Rory McIlroy (Golf)
- Lionel Messi (Football americano)
- Aaron Rodgers (Football americano)
- Mike Trout (Baseball)
- Russell Wilson (Football americano)

### Miglior atleta donna
- Alex Morgan (Calcio)
- Stacy Lewis (Golf)
- Maya Moore (Basket)
- Candace Parker (Basket)
- Danica Patrick (NASCAR)
- Maria Sharapova (Tennis)
- Abby Wambach (Calcio)
- Serena Williams (Tennis)

### Nuovo arrivato preferito
- Odell Beckham Jr. (Football americano)
- José Abreu (Baseball)
- Malcolm Butler (Football americano)
- Joey Logano (NASCAR)
- Amy Purdy (Snowboard)
- Jordan Spieth (Golf)
- Mikaela Shiffrin (Sci alpino)
- Andrew Wiggins (Basket)

### Mani d'oro
- Mike Trout (Baseball)
- Odell Beckham Jr. (Football americano)
- Dez Bryant (Football americano)
- Rob Gronkowski (Football americano)
- Henrik Lundqvist (Hockey su ghiaccio)
- Andrew McCutchen (Baseball)
- Carey Price (Hockey su ghiaccio)
- Pekka Rinne (Hockey su ghiaccio)

### Giocatore da ultimo tiro
- Stephen Curry (Basket)
- Rob Gronkowski (Football americano)
- DeMarco Murray (Football americano)
- Marshawn Lynch (Football americano)
- Maya Moore (Basket)
- Alexander Ovechkin (Hockey su ghiaccio)
- Cristiano Ronaldo (Calcio)
- Abby Wambach (Calcio)

### Mosse più folli
- Stephen Curry (Basket)
- Sidney Crosby (Hockey su ghiaccio)
- Novak Đoković (Tennis)
- Blake Griffin (Basket)
- Gabriel Medina (Surf)
- Lionel Messi (Calcio)
- Ronda Rousey (Arti marziali miste)
- Ashley Wagner (Pattinaggio su ghiaccio)

### Non provateci a casa
- Lindsey Vonn (Sci alpino)
- Danny Davis (Snowboard)
- Kelly Clark (Snowboard)
- Dale Earnhardt Jr. (NASCAR)
- Nyjah Huston (Skateboard)
- Travis Pastrana (Motociclismo)

### Giocatore più entusiasta
- Gabby Douglas (Ginnastica artistica)
- Novak Đoković (Tennis)
- Rob Gronkowski (Football americano)
- Dwight Howard (Basket)
- Cam Newton (Football americano)
- Aaron Rodgers (Football americano)
- J. J. Watt (Football americano)
- Serena Williams (Tennis)

### Re dello stile
- Russell Wilson (Football americano)
- Carmelo Anthony (Basket)
- Roger Federer (Tennis)
- Rickie Fowler (Golf)
- LeBron James (Basket)
- Cam Newton (Football americano)
- Chris Paul (Basket)
- Cristiano Ronaldo (Calcio)

### Regina dello stile
- Serena Williams (Tennis)
- Skylar Diggins (Basket)
- Lolo Jones (Atletica leggera)
- Alex Morgan (Calcio)
- Ronda Rousey (Arti marziali miste)
- Maria Sharapova (Tennis)

### Biggest Cannon
- Russell Wilson (Football americano)
- Drew Brees (Football americano)
- Andrew Luck (Football americano)
- Peyton Manning (Football americano)
- Rafael Nadal (Tennis)
- David Ortiz (Baseball)
- Mike Trout (Baseball)
- Serena Williams (Tennis)

### Biggest Powerhouse
- Marshawn Lynch (Football americano)
- Prince Fielder (Baseball)
- Blake Griffin (NBA, Los Angeles Clippers)
- LeBron James (Basket)
- David Ortiz (Baseball)
- Ronda Rousey (Arti marziali miste)
- J. J. Watt (Football americano)
- Serena Williams (Tennis)

### Premio Legenda
- Derek Jeter